# Liste der Baudenkmäler in Villnöß
Die Liste der Baudenkmäler in Villnöß (italienisch Funes) enthält die 37 als Baudenkmäler ausgewiesenen Objekte auf dem Gebiet der Gemeinde Villnöß in Südtirol.
Basis ist das im Internet einsehbare offizielle Verzeichnis der Baudenkmäler in Südtirol. Dabei kann es sich beispielsweise um Sakralbauten, Wohnhäuser, Bauernhöfe und Adelsansitze handeln. Die Reihenfolge in dieser Liste orientiert sich an der Bezeichnung, alternativ ist sie auch nach der Adresse oder dem Datum der Unterschutzstellung sortierbar.

## Liste
| Foto |                 | Bezeichnung                                                                                | Standort                                             | Eintragung                   | Beschreibung | Metadaten                                             |
| ---- | --------------- | ------------------------------------------------------------------------------------------ | ---------------------------------------------------- | ---------------------------- | --- | ----------------------------------------------------- |
| ja   | Datei hochladen | Bildstock beim Mair ID: 17863                                                              | 46° 39′ 10″ N, 11° 38′ 51″ O Fraktion: St. Jakob     | 7. Sep. 1984 (BLR-LAB 4622)  | Bildstock, Jahreszahl 1695 am Bogen, 1856 renoviert; das Bild im Monumentbrowser zeigt nicht den korrekten Bildstock.                                    | KG: Villnöß Grundparzelle: 2290                       |
| ja   | Datei hochladen | Feldthun mit Dreifaltigkeitskapelle ID: 17845                                              | 46° 39′ 7″ N, 11° 42′ 29″ O Fraktion: Coll           | 7. Sep. 1984 (BLR-LAB 4622)  | im Kern aus dem 15. Jahrhundert, turmartig, ursprünglich drei getrennte Baukörper                                                                        | KG: Villnöß Bauparzelle: 103, 105                     |
| ja   | Datei hochladen | Fischnal, Malerhaus und Marienkapelle ID: 17841                                            | 46° 38′ 41″ N, 11° 40′ 54″ O Fraktion: Coll          | 7. Sep. 1984 (BLR-LAB 4622)  | dreigeschoßiger Bau Fischnal, Malerhaus ehemaliges Zuhaus mit Wandmalereien aus dem 17. Jahrhundert, Marienkapelle 1816 erbaut                           | KG: Villnöß Bauparzelle: 84, 85/1, 83                 |
| ja   | Datei hochladen | Gander ID: 17842                                                                           | 46° 38′ 54″ N, 11° 41′ 37″ O Fraktion: Coll          | 7. Sep. 1984 (BLR-LAB 4622)  | Wohnhaus, Eckbemalung aus dem Jahr 1705 erbaut | KG: Villnöß Bauparzelle: 88                           |
| ja   | Datei hochladen | Ganeid ID: 17837                                                                           | 46° 38′ 16″ N, 11° 40′ 22″ O Fraktion: St. Peter     | 7. Sep. 1984 (BLR-LAB 4622)  | Wohnhaus | KG: Villnöß Bauparzelle: 18/1                         |
| ja   | Datei hochladen | Glenig ID: 17832                                                                           | 46° 39′ 12″ N, 11° 37′ 14″ O Fraktion: Teis          | 7. Sep. 1984 (BLR-LAB 4622)  | Kleinhäuslerhaus mit spätgotischer Stube | KG: Teis Bauparzelle: 79                              |
| ja   | Datei hochladen | Gneller ID: 17833                                                                          | 46° 39′ 48″ N, 11° 38′ 16″ O Fraktion: Teis          | 7. Sep. 1984 (BLR-LAB 4622)  | Wohnhaus mit gemauertem Erdgeschoss und Obergeschoss in Bundwerk                                                                                         | KG: Teis Bauparzelle: 88                              |
| ja   | Datei hochladen | Heiligkreuzkapelle zu Munt ID: 17846                                                       | 46° 39′ 19″ N, 11° 43′ 20″ O Fraktion: Coll          | 7. Sep. 1984 (BLR-LAB 4622)  | 1863 erbaute Kapelle | KG: Villnöß Bauparzelle: 111/4                        |
| ja   | Datei hochladen | Kapelle am Kalvarienberg (Mantschkapelle) ID: 17834                                        | 46° 39′ 5″ N, 11° 37′ 11″ O Fraktion: Teis           | 7. Sep. 1984 (BLR-LAB 4622)  | Bau aus dem 17. Jahrhundert | KG: Teis Bauparzelle: 101                             |
| ja   | Datei hochladen | Kapelle beim Lippenmöser ID: 17862                                                         | 46° 38′ 31″ N, 11° 42′ 30″ O Fraktion: St. Magdalena | 7. Sep. 1984 (BLR-LAB 4622)  | 1912 geweihte Kapelle | KG: Villnöß Bauparzelle: 362                          |
| ja   | Datei hochladen | Kapelle beim Miglanz ID: 17856                                                             | 46° 38′ 41″ N, 11° 38′ 37″ O Fraktion: St. Valentin  | 7. Sep. 1984 (BLR-LAB 4622)  | Kapelle mit Dach mit Spitzhelm auf Oktagon | KG: Villnöß Bauparzelle: 362                          |
| ja   | Datei hochladen | Kapelle zur Heiligen Familie am Riezhof ID: 50446                                          | 46° 38′ 56″ N, 11° 41′ 58″ O Fraktion: Coll          | 11. Aug. 2004 (BLR-LAB 2887) | 1945 errichtete Kapelle mit Altar in neugotischen Stilformen                                                                                             | KG: Villnöß Grundparzelle: 566/1                      |
| ja   | Datei hochladen | Mariahilfkapelle in Flitz ID: 17852                                                        | 46° 37′ 31″ N, 11° 39′ 41″ O                         | 7. Sep. 1984 (BLR-LAB 4622)  | 1847 errichtete Kapelle | KG: Villnöß Bauparzelle: 230                          |
| ja   | Datei hochladen | Marienkapelle beim Gsoi ID: 17840                                                          | 46° 38′ 40″ N, 11° 41′ 22″ O Fraktion: St. Peter     | 7. Sep. 1984 (BLR-LAB 4622)  | 1853 errichtete Kapelle | KG: Villnöß Bauparzelle: 81                           |
| ja   | Datei hochladen | Marienkapelle beim Oberkantioler ID: 17861                                                 | 46° 38′ 20″ N, 11° 43′ 23″ O Fraktion: St. Magdalena | 7. Sep. 1984 (BLR-LAB 4622)  | Bau vom Ende des 19. Jahrhunderts | KG: Villnöß Bauparzelle: 342                          |
| ja   | Datei hochladen | Marienkapelle in Pardell ID: 17853                                                         | 46° 38′ 15″ N, 11° 39′ 2″ O Fraktion: St. Valentin   | 7. Sep. 1984 (BLR-LAB 4622)  | Bau aus dem 19. Jahrhundert mit Fassadenfresko von St. Josef                                                                                             | KG: Villnöß Bauparzelle: 247                          |
| ja   | Datei hochladen | Oberrungatsch mit Kornkasten und Bildstock ID: 17858                                       | 46° 38′ 49″ N, 11° 41′ 9″ O                          | 7. Sep. 1984 (BLR-LAB 4622)  | Wohnhaus mit Stube aus dem 16. Jahrhundert, weitere Stube mit Renaissancevertäfelung, Kornkasten von Pfeilern getragen, einer enthält Bildstock          | KG: Villnöß Bauparzelle: 301/1                        |
| ja   | Datei hochladen | Pfarrkirche St. Peter und Paul mit Friedhofskapelle und Friedhof in St. Peter ID: 17835    | 46° 38′ 33″ N, 11° 40′ 50″ O Fraktion: St. Peter     | 7. Sep. 1984 (BLR-LAB 4622)  | Kirche vom Ende des 18. Jahrhunderts, Turm von 1897 | KG: Villnöß Bauparzelle: 1, 2, 3 Grundparzelle: 1     |
| ja   | Datei hochladen | Pfarrkirche zum Heiligsten Herzen Jesu mit Friedhofskapelle und Friedhof in Teis ID: 17830 | 46° 39′ 9″ N, 11° 37′ 16″ O Fraktion: Teis           | 7. Sep. 1984 (BLR-LAB 4622)  | um 1500 gebauter Turm, Kirche im gotisierenden Stil 1880 geweiht, gotisierende Friedhofskapelle um 1880 gebaut                                           | KG: Teis Bauparzelle: 46, 122 Grundparzelle: 409      |
| ja   | Datei hochladen | Pfarrmesner in St. Peter ID: 17839                                                         | 46° 38′ 32″ N, 11° 40′ 49″ O Fraktion: St. Peter     | 7. Sep. 1984 (BLR-LAB 4622)  | dreigeschoßiges Wohnhaus | KG: Villnöß Bauparzelle: 69                           |
| ja   | Datei hochladen | Plawatsch ID: 17848                                                                        | 46° 38′ 39″ N, 11° 43′ 26″ O Fraktion: St. Magdalena | 7. Sep. 1984 (BLR-LAB 4622)  | Wohnhaus | KG: Villnöß Bauparzelle: 146 Grundparzelle: 1261      |
| ja   | Datei hochladen | Prahmstrahl mit Hauskapelle ID: 17859                                                      | 46° 39′ 1″ N, 11° 39′ 35″ O Fraktion: St. Jakob      | 7. Sep. 1984 (BLR-LAB 4622)  | Wohnhaus, Wandmalereien aus der Zeit um 1750, Kapelle um 1770 gebaut                                                                                     | KG: Villnöß Bauparzelle: 303/1                        |
| ja   | Datei hochladen | Punter ID: 17854                                                                           | 46° 38′ 17″ N, 11° 39′ 9″ O Fraktion: St. Valentin   | 7. Sep. 1984 (BLR-LAB 4622)  | Wohnhaus im Kern aus dem 14. oder 15. Jahrhundert | KG: Villnöß Bauparzelle: 256                          |
| ja   | Datei hochladen | Ranui mit Johanneskapelle und Umfriedung ID: 17847                                         | 46° 38′ 10″ N, 11° 43′ 30″ O Fraktion: St. Magdalena | 24. Juli 1950 (MD)           | erstmals 1370 erwähnt, ab dem 17. Jahrhundert Jagdresidenz der Herren von Jenner, im ersten Stock Malereien mit Jagd- und Küchenszenen, Kapelle von 1744 | KG: Villnöß Bauparzelle: 136, 135                     |
| ja   | Datei hochladen | St. Bartholomäus in Nafen ID: 17829                                                        | 46° 39′ 11″ N, 11° 36′ 38″ O Fraktion: Teis          | 7. Sep. 1984 (BLR-LAB 4622)  | 1307 erstmals erwähnt, 1489 spätgotisch umgebaut | KG: Teis Bauparzelle: 14                              |
| ja   | Datei hochladen | St. Jakob am Joch ID: 17857                                                                | 46° 38′ 40″ N, 11° 39′ 55″ O Fraktion: St. Jakob     | 7. Sep. 1984 (BLR-LAB 4622)  | 1349 erwähnt, Umbau um 1500 | KG: Villnöß Bauparzelle: 289                          |
| ja   | Datei hochladen | St. Magdalena mit Friedhofskapelle und Friedhof ID: 17850                                  | 46° 38′ 41″ N, 11° 43′ 10″ O Fraktion: St. Magdalena | 7. Sep. 1984 (BLR-LAB 4622)  | 1394 erwähnt, Langhaus um 1500 umgebaut, Chor aus dem 17. Jahrhundert, Friedhofskapelle aus dem 16. Jahrhundert                                          | KG: Villnöß Bauparzelle: 195, 394 Grundparzelle: 1300 |
| ja   | Datei hochladen | St. Michael in Pizzag ID: 17838                                                            | 46° 38′ 26″ N, 11° 41′ 6″ O Fraktion: St. Peter      | 7. Sep. 1984 (BLR-LAB 4622)  | um 1900 errichteter Bau | KG: Villnöß Bauparzelle: 54                           |
| ja   | Datei hochladen | St. Valentin mit Umfriedung in Pardell ID: 17855                                           | 46° 38′ 26″ N, 11° 39′ 42″ O Fraktion: St. Valentin  | 7. Sep. 1984 (BLR-LAB 4622)  | 1303 erwähnt, romanischer Kern, gotischer Chor | KG: Villnöß Bauparzelle: 277 Grundparzelle: 1905      |
| ja   | Datei hochladen | Thurner ID: 17831                                                                          | 46° 39′ 10″ N, 11° 37′ 9″ O Fraktion: Teis           | 24. Juli 1950 (MD)           | ehemaliger Ansitz der Edlen von Theis, turmartige Anlage mit späteren Zubauten                                                                           | KG: Teis Bauparzelle: 65, 66/1                        |
| ja   | Datei hochladen | Untermantinger ID: 17849                                                                   | 46° 38′ 23″ N, 11° 43′ 7″ O Fraktion: St. Magdalena  | 7. Sep. 1984 (BLR-LAB 4622)  | Wohnhaus mit Freskos aus dem 18. Jahrhundert | KG: Villnöß Bauparzelle: 151 Grundparzelle: 1162/1    |
| ja   | Datei hochladen | Untermesner ID: 17851                                                                      | 46° 38′ 42″ N, 11° 43′ 9″ O Fraktion: St. Magdalena  | 7. Sep. 1984 (BLR-LAB 4622)  | Wohnhaus mit Eck- und Fensterbemalung | KG: Villnöß Bauparzelle: 196                          |
| ja   | Datei hochladen | Unterschlell ID: 17836                                                                     | 46° 38′ 32″ N, 11° 40′ 16″ O Fraktion: St. Peter     | 24. Juli 1950 (MD)           | Wohnhaus aus der zweiten Hälfte des 18. Jahrhunderts | KG: Villnöß Bauparzelle: 14                           |
| ja   | Datei hochladen | Vikolerbild (Antoniuskapelle) ID: 17843                                                    | 46° 38′ 56″ N, 11° 41′ 22″ O Fraktion: Coll          | 7. Sep. 1984 (BLR-LAB 4622)  | 1903 erbaute Kapelle | KG: Villnöß Bauparzelle: 89/2                         |
| ja   | Datei hochladen | Zinnen mit Kapelle ID: 17860                                                               | 46° 39′ 6″ N, 11° 38′ 39″ O Fraktion: St. Jakob      | 7. Sep. 1984 (BLR-LAB 4622)  | Wohnhaus, 1842 erbaute Kapelle | KG: Villnöß Bauparzelle: 306                          |

Falls bei einem Baudenkmal keine Koordinaten bekannt sind, werden ersatzweise die Katasterdaten zum Zeitpunkt der Unterschutzstellung angegeben. Diese sind weder offiziell noch zwingend aktuell.
Die vom Landesdenkmalamt übernommenen Adressen können veraltet sein.
| Foto:   | Fotografie des Denkmals. Klicken des Fotos erzeugt eine vergrößerte Ansicht. Daneben finden sich zwei Symbole: |
| ID      | Identifikator beim Südtiroler Landesdenkmalamt                                                                 |
| KG      | Katastralgemeinde                                                                                              |
| MD      | Ministerialdekret                                                                                              |
| BLR-LAB | Beschluss der Landesregierung – Landesausschussbeschluss                                                       |

## Ehemalige Baudenkmäler
| Foto |                 | Bezeichnung                   | Standort                                    | Eintragung                  | Beschreibung                                                                                          | Metadaten                               |
| ---- | --------------- | ----------------------------- | ------------------------------------------- | --------------------------- | --- | --------------------------------------- |
| ja   | Datei hochladen | Gruber ID: 17844              | 46° 38′ 56″ N, 11° 41′ 54″ O Fraktion: Coll | 7. Sep. 1984 (BLR-LAB 4622) | dreigeschoßiges Wohnhaus; um 1990 herum abgebrannt.                                                   | KG: Villnöß Bauparzelle: 642            |
| ja   | Datei hochladen | Haltestelle Villnöß ID: 50403 | 46° 39′ 19″ N, 11° 35′ 46″ O Fraktion: Teis | 5. Apr. 2004 (BLR-LAB 1083) | Holzbau mit Pultdach, dahinter sanitäre Anlage und ein kleines Signalhäuschen; inzwischen abgerissen. | KG: Teis Bauparzelle: 120, 121, 3/3, 97 |

Falls bei einem Baudenkmal keine Koordinaten bekannt sind, werden ersatzweise die Katasterdaten zum Zeitpunkt der Unterschutzstellung angegeben. Diese sind weder offiziell noch zwingend aktuell.
Die vom Landesdenkmalamt übernommenen Adressen können veraltet sein.
| Foto:   | Fotografie des Denkmals. Klicken des Fotos erzeugt eine vergrößerte Ansicht. Daneben finden sich zwei Symbole: |
| ID      | Identifikator beim Südtiroler Landesdenkmalamt                                                                 |
| KG      | Katastralgemeinde                                                                                              |
| MD      | Ministerialdekret                                                                                              |
| BLR-LAB | Beschluss der Landesregierung – Landesausschussbeschluss                                                       |